# Friedrich Mieth
Friedrich Mieth (Eberswalde, 4 juni 1888 - Iași (Roemenië), 2 september 1944) was een Duitse officier en General der Infanterie tijdens de Tweede Wereldoorlog.
Deze legercommandanten presideerden over een imperium van terreur en wreedheid— Historicus Michael Parrish; geciteerd in: The Lessor Terror; Soviet State Security, 1939-1953, p.127.

## Leven
Friedrich Mieth werd op 4 juni 1888 geboren in Eberswalde, Brandenburg, ongeveer 48 kilometer noordoostelijk van Berlijn.

### Eerste Wereldoorlog
Op 26 maart 1906 trad Friedrich Mieth als Fahnenjunker in dienst van de Deutsches Heer, en werd bij het Jäger-Bataillon Nr. 2 ingedeeld. Hij werd op 16 augustus 1907 bevorderd tot Leutnant. Hij nam aan de Eerste Wereldoorlog als compagniescommandant en stafofficier deel. 

### Interbellum
In 1919 werd hij in de Reichswehr overgenomen. Hij werd bij de staf in het Reichswehrministerium (Rijksministerie van Defensie) geplaatst. Na zijn overstap naar de Wehrmacht, werd hij op 1 maart 1933 bevorderd tot Oberstleutnant. Op 1 maart 1935 bevorderd tot Oberst, nam hij op 6 oktober 1936 het commando van het 27e Infanterieregiment over. Op 1 april 1938 werd Mieth bevorderd tot Generalmajor en tegelijk tot stafchef van de Generale Staf van het 12. Armeekorps (12e Legerkorps) benoemd.

### Tweede Wereldoorlog
Aan het begin van de Tweede Wereldoorlog in september 1939, werd hij tot stafchef van het 1. Armee (1e Leger) in het Westen tijdens de Sitzkrieg (schemeroorlog) benoemd. Als stafchef van het 1e Leger stelde hij het vermoorden van de Joden door de SS-Einzatsgruppen aan de kaak. Hitler ontsloeg hem onmiddellijk. Hij werd gered uit professionele vergetelheid door Franz Halder, het hoofd van de Generale Staf, die hem tot een van zijn plaatsvervangers benoemde. In februari 1940 functioneerde hij als 1e Opperkwartiermeester in de Generale Staf van de Heer. Na de Slag om Frankrijk, werd Mieth op 25 juni 1940 tot coördinator van de wapenstilstandscommissie in Compiègne aangesteld. Mieth werd op 1 maart 1940 bevorderd tot Generalleutnant. Op 10 december 1940 werd hij tot commandant van de 112e Infanteriedivisie benoemd. Vanaf juni 1941 nam hij samen met het 2e Leger aan Operatie Barbarossa deel. De divisie nam aan de Slag om Kiev deel, en stootte in oktober 1942 ten zuiden van Toela door. Op 24 november 1942 werd Mieth als gevolg van de omsingeling van het 6. Armee  (6e Leger) in Stalingrad, tot Befehlshaber des Rückwärtigen Heeresgebietes (bevelhebber van het in de achterhoede gelegen legergebied) en commandant van de beveiligingstroepen in het Heeresgebiet Don benoemd. In het voorjaar van 1943 nam hij in de sector van het Armee-Abteilung Hollidt (Leger detachement Hollidt) de leiding over van de naar hem genoemde korps "Mieth".
Op 20 april 1943 werd hij bevorderd tot General der Infanterie. Op 20 juli 1943 werd Mieth tot Kommandierender General van het 4e Legerkorps benoemd. In het voorjaar van 1944 vocht zijn korps in de sector van het 6. Armee (6e Leger) wat weer opereerde in het gebied van de Heeresgruppe Südukraine en zich naar Roemenië moesten terugvechten. Na de grootschalige aanval van het 2e Oekraïense Front op 20 augustus in Proet, werd zijn korps in de omsingeling van Jassy volledig vernietigd. Bij de verdedigingsgevechten sneuvelde Mieth eind augustus, volgens andere bronnen stierf hij begin september aan een hartaanval in de buurt van het dorp Vutcani.

## Persoonlijkheid Mieth
Mieth werd beschreven als een apolitieke soldaat, maar hij onthield zich niet van kritische opmerkingen. Gezien de gewelddadige excessen van de SS in het bezette Polen, meende hij voor de bijeengeroepen officieren van zijn staf, dat de SS de eer van de Wehrmacht door haar activiteiten in het Oosten had bezoedeld. Mieth werd ook beschreven als een man van grote fysieke en morele moed.

## Militaire carrière
- General der Infanterie: 20 april 1943[3][4][10]
- Generalleutnant: 1 maart 1940[3][4][10][5]
- Generalmajor: 1 april 1938[3][11][10][5]
- Oberst: 1 maart 1935[3][10]
- Oberstleutnant: 1 maart 1933[3]
- Major: 1 juni 1928[3]
- Hauptmann:[3]18 oktober 1915[12]
- Oberleutnant:[3]8 oktober 1914[12]
- Leutnant: 16 augustus 1907 (Patent (bevorderingsakte) vanaf 14 februari 1906)[3][10]
- Fahnenjunker: 26 maart 1906[3][10]

## Onderscheidingen
Selectie:
- Ridderkruis van het IJzeren Kruis met Eikenloof (nr.409) op 1 maart 1944 als General der Infanterie en Kommandierender General van het 4e Legerkorps / 6e Leger / Heeresgruppe A, Oostfont[3][4][10][1]
- Ridderkruis van het IJzeren Kruis op 2 november 1943 als General der Infanterie en Kommandierender General van het  4e Legerkorps / 6e Leger / Heeresgruppe Süd, Oostfont[3][4][10][1]
- Duitse Kruis in goud op 26 december 1941 als Generalleutnant en Commandant van de 112e Infanteriedivisie, Oostfont[3][4][10][1]
- Gewondeninsigne 1939 in goud[4]
- Orde van Michaël de Dappere 3e Klasse[3][10]
- Grootofficier in de Orde van de Italiaanse Kroon op 11 maart 1942[3]
- IJzeren Halve Maan op 29 januari 1918[3][10]
- Hij werd tweemaal genoemd in het Wehrmachtbericht. Dat gebeurde op:
  - 18 februari 1944[3][10][13] citaat Wehrmachtsbericht:
  - „In den schweren Kämpfen im Raum von Nikopol haben ostmärkische, bayerische, rheinisch-westfälische, sächsische, mecklenburgische, pommersche und ostpreußische Division unter dem Befehl des Generals der Gebirgstruppen Schörner und der Generale Brandenberger, Mieth und Kreysing in der Zeit vom 5. November 1943 bis 15 Februar 1944 in Angriff und Abwehr starke Durchbruchsversuche der Bolschewisten mit blanker Waffe verhindert und ihnen hohe Verluste zugefügt. Dabei wurden 1754 Panzer, 533 Geschütze, zahlreiche andere Waffen und sonstiges Kriegsgerät erbeutet oder vernichtet und 56 feindliche Flugzeuge durch Infanteriewaffen abgeschossen."
  - „Tijdens de zware gevechten in het gebied rond Nikopol, hebben Oost-Duitse, Beierse, Rijnse-Westfaalse , Saksische, Mecklenburgse, Pommerse en Oost-Pruisische divisies onder het commando van de Generaal der Bergtroepen Schörner en de generaals Brandenberger, Mieth en Kreysing tussen 5 november 1943 en 15 februari 1944 in een aanval en verdediging voorkomen hebben dat sterke doorbraakpogingen van de bolsjewieken verhinderd hebben en hun hoge verliezen toegebracht hebben. 1754 tanks, 533 kanonnen, talloze andere wapens en andere oorlogsuitrusting werd buitgemaakt en vernietigd en 56 vijandelijke vliegtuigen werden  door infanteriewapens neergeschoten."
  - 8 juni 1944[3][14] citaat Wehrmachtsbericht:
  - „Bei den Kämpfen im Raum von Jassy haben deutsch-rumänische Truppen unter dem Befehl des rumänischen Generals der Kavallerie Racovita, des Generals der Panzertruppen von Knobelsdorff sowie des Generals der Infanterie Mieth, hervorragend unterstützt durch starke deutsch-rumänische Kampf- und Schlachtfliegerverbände, in harten Kämpfen die Bolschewisten aus tief gegliederten, zäh verteidigten Stellungen geworfen und die eigenen Stellungen dadurch bedeutend verbessert."
  - „Tijdens de gevechten rond Jassy hebben Duitse en Roemeense troepen onder het commando van de Roemeense Generaal der Cavalerie Racovițâ, Generaal der Panzertruppen Von Knobelsdorff en de General der Infanterie Mieth, uitmuntend ondersteund door Duits-Roemeense bommenwerpers en grondaanvalsjagers in felle gevechten de Bolsjewieken uit hun goed georganiseerde en goed verdedigde stellingen verdreven en onze positie sterk verbeterd[10]."